# Graveglia (La Spezia)
Il Graveglia è un torrente che scorre in provincia della Spezia.   

## Descrizione
Il torrente nasce dal Monte Vissegi (La Spezia), scorrendo poi lungo tutta la Val Graveglia, dando il nome alla frazione e alla vallata, raccogliendo le acque di tanti piccoli rii per arrivare a Beverino e svoltare nella località di San Cipriano, gettandosi nel Vara.   
Durante i secoli, lo scorrere del Graveglia a fianco della chiesa dei Santi Cornelio e Cipriano a Beverino, ne causò l'inabissamento: ad oggi infatti la chiesa sorge su un edificio  più antico sprofondato a causa del torrente.